# Вербовое (Полтавская область)
Вербовое (укр. Вербове) — село,
Черкасовский сельский совет,
Полтавский район,
Полтавская область,
Украина.
Код КОАТУУ — 5324086505. Население по переписи 2001 года составляло 54 человека.

## Географическое положение
Село Вербовое находится на правом берегу реки Коломак,
выше по течению примыкает село Опошняны,
ниже по течению на расстоянии в 2,5 км расположено село Зализничное,
на противоположном берегу — село Коломацкое.
Примыкает к селу Ольховый Рог.
Рядом проходит железная дорога, станция Парасковеевка в 1-м км.